# Zespół nadlepkości
Zespół nadlepkości (ang. hyperviscosity syndrome) – zespół objawów spowodowanych zwiększeniem lepkości krwi. Nadmierna lepkość krwi objawiać się może krwawieniem z błon śluzowych, zaburzeniami wzroku spowodowanymi retinopatią, i objawami neurologicznymi, takimi jak bóle głowy, zawroty głowy, drgawki czy śpiączka. 
Lepkość krwi może podnieść zwiększona liczba komórek krwi lub białek osocza. W normie lepkość osocza wynosi od 1,4 do 1,8 centypuazów, objawy nadlepkości pojawiają się przy wartościach wyższych niż 5 centypuazów. 
Przyczyny zespołu nadlepkości:
- makroglobulinemia Waldenströma
- szpiczak mnogi
- czerwienica prawdziwa
- białaczka